# Anarista subnitens
Anarista subnitens är en tvåvingeart som beskrevs av Curtis W. Sabrosky 1977. Anarista subnitens ingår i släktet Anarista och familjen smalvingeflugor.
Artens utbredningsområde är Kongo. Inga underarter finns listade i Catalogue of Life.